# Goose Lake (Iowa)
Goose Lake es una ciudad ubicada en el condado de Clinton en el estado estadounidense de Iowa. En el Censo de 2010 tenía una población de 240 habitantes y una densidad poblacional de 293,24 personas por km².

## Geografía
Goose Lake se encuentra ubicada en las coordenadas 41°58′4″N 90°22′54″O / 41.96778, -90.38167. Según la Oficina del Censo de los Estados Unidos, Goose Lake tiene una superficie total de 0.82 km², de la cual 0.82 km² corresponden a tierra firme y (0%) 0 km² es agua.

## Demografía
Según el censo de 2010, había 240 personas residiendo en Goose Lake. La densidad de población era de 293,24 hab./km². De los 240 habitantes, Goose Lake estaba compuesto por el 99.17% blancos, el 0% eran afroamericanos, el 0% eran amerindios, el 0% eran asiáticos, el 0% eran isleños del Pacífico, el 0% eran de otras razas y el 0.83% pertenecían a dos o más razas. Del total de la población el 0% eran hispanos o latinos de cualquier raza.